# Къща на Леда
Къщата на Леда (на гръцки: Οικία Λήδας) е
археологически обект, жилищен дом, разположен в античния македонски град Дион, Гърция.
Къщата е разположена непосредствено до южната стена на града, до Къщата на Зосас на запад. Носи името си от открития в нея крак за маса със скулптурно изображение на Леда и лебедът. Голямата зала на къщата е красиво украсена с бюстове и мраморни маси със скулптрирани крака.
- Скуптури от къщата
- Леда и лебедът
- Мраморна маса с крак с вид на лъв
- Почиващ Дионис